# Stemmejern
Stemmejernet er et af de mest elementære stykker værktøj, kendt siden stenalderen (lavet af flint; arkæologerne kalder dem oftest mejsler). De er fremstillet af bronze i bronzealder, både med angel og med dølle, og siden jernalderen af jern eller stål.
Stemmejernet består af et stålblad, klingen oftest med parallelle sider og affaset langs kanterne, sjældent med fiskehaleform (som dog er set på kinesiske eksemplarer, der rimeligvis ikke er almindelige her i landet). Forsiden af klingen kaldes for ægside, bagsiden polérside, hvor andre siger spejl(side). Stemmejern er monteret på et skæfte (hæfte) af træ eller plastic ved hjælp af en angel eller et skaftrør (dølle). Mellem angel og klinge sidder halsen, der gerne er forsynet med en krone eller bryst, en lille krave, der støder an mod skæftet.

Særligt kraftige stemmejern kan være fremstillet i pålagt stål, mens snedkerstemmejern normalt er helt af stål.
Bredden varierer fra 4 mm til ca 40; længden på klingen varierer fra 5 – 6 til 25 – 30 cm.

Skæftet bestod førhen af træ, eventuelt forstærket med en messingring både ved anglens bryst og i topenden, hvor det er mest udsat for beskadigelse, når der drives på det.
I dag fremstilles stemmejern både med træhæfte og med kunststofhæfte. De mest almindeligt forekommende i byggemarkeder er dog med kunststofhæfte, der langt bedre modstår behandling med hammer. En lang række stemmejern i høj kvalitet fra diverse europæiske leverandører med fås enten udelukkende med træhæfte eller for nogens vedkommende med begge dele. Et fåtal eksklusive amerikanske og japanske fabrikater fås kun med træhæfte. I halvtredserne forlød det at kun tømrere og møbelsnedkere havde tilladelse til at slå på stemmejernet med hammer; alle andre skulle bruge knippel. Japanske stemmejern er på trods af et hæfte i træ beregnet til at blive slået på med en hammer.
Stemmejernet – indtil for ikke mange år siden stavet stæmmejærn – er i nogen grad specialiseret. Enkelte synonyme udtryk er det lykkedes at finde: hækstemmejern og tapjern, der er møllebyggerværktøj; huggejern, der nu gerne betegner et ganske almindeligt stemmejern, men som (i hvert fald førhen) blev brugt om afbindingsjern, (fordi afbinding var huggerarbejde), og stokkejern, nævnt hos F. L. Grundtvig, men dette ord er muligvis falstersk dialekt.
Tømrerens tapjern, afbindingsjern, tømrerstemmejern, det brede trappejern samt rygjern er alle stemmejern af forskellig art, udført i pålagt (lamineret) stål.
Snedkerstemmejern er fremstillet helt i stål, er klejne og knækker let. Ligeledes det på siderne stærkt affasede franske jern, der bruges, hvor pladsforholdene er problematiske.
Japanske jern er udformet på særlig måde i "lamineret", dvs. pålagt stål.
Andre særlige former har helt andre navne og bruges til lignende, men specielle formål såsom lokbejl, huljern, billedskærerjern, samt drejejern.

## ekstern henvisning
- http://www.baskholm.dk/haandbog/haandbog.html Arkiveret 16. september 2008 hos  Wayback Machine
- Grundtvig, Frederik Lange: Livet i Klokkergården ISBN 87-17-02602-4